# Sarro
Sarro est une commune rurale située dans le département de Guiaro de la province du Nahouri dans la région du Centre-Sud au Burkina Faso.

## Géographie
Sarro est situé à 10 km au sud-est de Guiaro sur la route régionale 15 allant vers Pô.

## Santé et éducation
Le centre de soins le plus proche de Sarro est le centre de santé et de promotion sociale (CSPS) de Guiaro.